# Signori si parte
Signori si parte è stato un programma televisivo italiano, trasmesso dalla Rete 2 dall'11 ottobre 1981 la domenica alle 20:40 per tre puntate.

## Il programma
Il programma, scritto da Franco Mercuri, Gennaro Ventimiglia e Gianfranco D'Angelo, era a tema vacanziero: lo stesso D'Angelo ironizzava  su situazioni legate ai viaggi e sugli usi e costumi della gente in vacanza, tra filmati, monologhi, sketch e i balletti di Karina Huff, che cantava anche le sigle Good-Bye America e Mexico, scritte da Paolo Zavallone.